# 林青空
林 青空（はやし あおぞら、1994年6月5日 - ）は、日本のシンガーソングライター。大阪府出身。所属レーベルはユニバーサルミュージックを経て2023年5月からフリーとして活動。

## 略歴
- 2014年2月、前身バンドの解散後、ソロでの弾き語り活動を開始[2][3]。同年6月、自主制作の1stシングル『秋風』発売[2]。同年秋、オプテージ主催のオーディション『eo Music Try 2014』にてMain Awardに選出。同年12月13日、天王寺ミオ主催のコンテスト『MIO MUSIC 2014』一般部門にてグランプリを受賞[4][2]。
- 2015年8月、初のワンマンライブを三国ヶ丘FUZZにて開催[2]。
- 2017年3月、関西大学政策創造学部を卒業[5]。
- 2018年、初の全国ツアーを開催[3]。
- 2019年4月、ラジオ番組『林青空のアオゾラウタ』（TOKYO FM）、『林青空のアオゾラジオ』（FM NORTH WAVE）が開始。
- 2020年2月26日、アルバム『出航日和』でメジャーデビュー[6][7][8]。同年8月19日、亀田誠治プロデュースのメジャー1stシングル『ハイヒールシンデレラ』発売[9]、テレビドラマ『おしゃ家ソムリエおしゃ子!』（テレビ東京系）エンディングテーマに起用される[10]。
- 2023年3月28日、オフィシャルファンクラブ『AOZORA CLUB』を開設。

## 作品

### シングル
|                                      | 発売日         | タイトル             | 規格品番     |
| インディーズ                         | インディーズ   | インディーズ         | インディーズ |
| ------------------------------------ | -------------- | -------------------- | ------------ |
| 1st                                  | 2014年12月31日 | 秋風                 |              |
| 2nd                                  | 2015年1月1日   | ひとりじゃない       |              |
| 3rd                                  | 2015年12月28日 | オムライスに勝った   | AOZORA-300B  |
| 4th                                  | 2017年9月20日  | そんな私             |              |
| メジャー（ユニバーサルミュージック） |                |                      |              |
| 1st                                  | 2020年8月19日  | ハイヒールシンデレラ | UPCH-5973    |

### 配信限定シングル
| 発売日        | タイトル                     | レーベル                               |
| ------------- | ---------------------------- | -------------------------------------- |
| 2022年1月12日 | 凍える指先の温め方を知ってる | ユニバーサルJ/ユニバーサルミュージック |
| 2022年2月27日 | 雪解け                       | ユニバーサルJ/ユニバーサルミュージック |
| 2023年6月27日 | サワーラバー                 | (自主レーベル)                         |
| 2023年8月30日 | pukapuka                     | (自主レーベル)                         |

### アルバム
|                                      | 発売日                               | タイトル                             | 規格品番                             |
| メジャー（ユニバーサルミュージック） | メジャー（ユニバーサルミュージック） | メジャー（ユニバーサルミュージック） | メジャー（ユニバーサルミュージック） |
| ------------------------------------ | ------------------------------------ | ------------------------------------ | ------------------------------------ |
| 1st                                  | 2020年2月26日                        | 出航日和                             | UPCH-2205                            |

### 参加作品
| 発売日        | タイトル                      | 収録曲              | 備考 |
| ------------- | ----------------------------- | ------------------- | ---- |
| 2022年7月27日 | パソコン音楽クラブ『KICK&GO』 | KICK&GO feat.林青空 |      |

### タイアップ
| 曲名                         | タイアップ                                                          |
| ---------------------------- | ------------------------------------------------------------------- |
| スパイスマジック             | 札幌テレビ『熱烈!ホットサンド!』3月度エンディングテーマ             |
| 出航日和                     | HBCテレビ『サンデーDokiっと!』3月度エンディングテーマ               |
| ハイヒールシンデレラ         | テレビ東京系『おしゃ家ソムリエおしゃ子!』エンディングテーマ         |
| ハイヒールシンデレラ         | 長崎文化放送『JUNK BOX』9月度エンディングテーマ                     |
| 凍える指先の温め方を知ってる | チバテレ『ちば朝ライブ・モーニングこんぱす』2月度エンディングテーマ |
| サワーラバー                 | RKBラジオ『＃さえのわっふる』7月度エンディングテーマ                |

## 出演

### ラジオ
- 下埜正太のショータイムレディオ（2017年10月6日 - 2018年12月28日、ABCラジオ） - レギュラーアシスタントパーソナリティー
- 林青空のアオゾラウタ（2019年4月2日 - 、TOKYO FM）
- 林青空のアオゾラジオ（2019年4月3日 - 、FM NORTH WAVE）

### インターネットラジオ
- LIKE SONG（2020年2月12日 - 5月13日、Backstage Café） - マンスリーパーソナリティー